# Willem van Veeren
Willem van Veeren (Nederhorst den Berg, 22 januari 1910 – Ammerzoden, 24 juni 1995) was een Nederlands burgemeester van de CHU.
Na de hbs werd ging hij werken bij de gemeentesecretarie van Soest. In juni 1940 begon hij als adjunct-commies bij de gemeente Velsen waar hij het bracht tot referendaris en chef van de afdeling Openbare Werken. In juli 1955 werd Van Veeren benoemd tot burgemeester van Kerkwijk en vanaf 1970 was hij daarnaast waarnemend burgemeester van Waardenburg. In 1975 ging hij in Kerkwijk met pensioen maar in Waardenburg bleef hij tot januari 1978 aan als waarnemend burgemeester wat hij de laatste maanden combineerde met het waarnemend burgemeesterschap van Deil. Begin 1978 was Van Veeren ook nog enige tijd waarnemend burgemeester van Echteld ter tijdelijke vervangen van de zieke burgemeester J.A. Houtkoper. Van Veeren overleed midden 1995 op 85-jarige leeftijd. 